# 뇌우

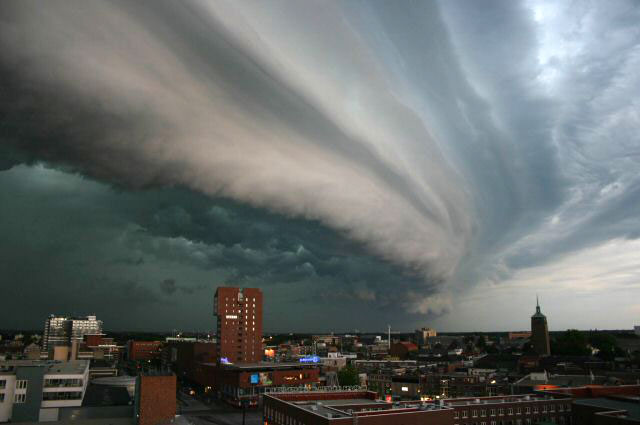
뇌우를 내리게 하는 아치 모양의 적란운이 접근하고 있다. (네덜란드 엔스헤데)

뇌우(雷雨, 영어: thunderstorm)는 천둥·번개와 함께 내리는 비이며, 주로 여름철의 지표면 불균등한 가열로 발생한 적란운, 웅대적운이나 한랭전선에서 만들어진 적란운, 웅대적운, 적운에서 발생한다. 뇌운의 높이는 12km이며, 구름 속에서 회전하는 상승기류가 강력한 찬 공기의 하강기류를 만나서 수직으로 기울어지며 지면에 닿는 현상이다. 구름 속에서의 수증기가 얼면 눈이고, 구름 속에 눈이 얼면 우박이 된다.
뇌우가 내리기 전에 갑작스런 강한 바람이 불고, 수 분 동안 기온이 낮아지기도 한다. 때때로 비 대신 우박이나 싸라기눈이 내리기도 한다. 또 뇌우가 오기 전에는 갑자기 먹구름(적란운 등)이 끼면서 유방운이 보이기도 한다.

## 개요
번개와 천둥이 뒤따르는 세찬 폭풍으로서 적란운으로 되어 있는데, 개개의 적란운을 뇌우세포라고 한다. 뇌우의 범위와 지속 시간은 적란운의 크기와 개수에 따라 다르다. 보통 하나의 적란운으로 된 뇌우(싱글셀)의 수평 범위는 20km 정도이고, 지속시간은 1시간 정도이다. 그러나 슈퍼셀(supercell)이라고 하는 커다란 적란운으로 된 뇌우의 수평범위는 30-50km 정도이며, 몇 시간 정도 지속된다. 한편 멀티셀(multicell)이라고 하는 여러 개의 적란운으로 된 뇌우의 범위는 더욱 넓어지고, 지속 시간도 더욱 길어진다. 뇌우 중 강풍이 불고 큰 우박이 함께 내리는 것을 시비어선더스톰(severe thunderstorm)이라고 한다. 기단 안에서 발생하는 뇌우를 기단뇌우라고 하는데, 이것은 전선면이나 지형을 따라 강제로 상승하는 대기에서 발달한 적란운으로도 만들어진다.

## 뇌우의 생명 주기

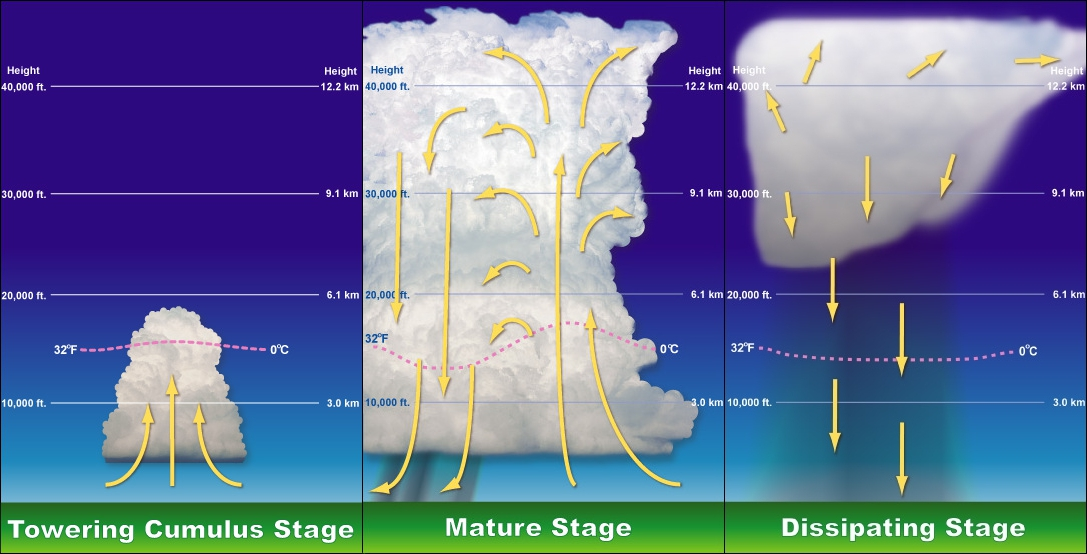
Stages of a thunderstorm's life.

## 같이 보기
- 뇌설